# Fiódor Trépov
Fiódor Fiódorovich Trépov (Фёдор Фёдорович Трепов, en ruso) (1809-1889) fue un general ruso.
Fiódor Trépov empezó su carrera en 1831, participando en el sofocamiento del levantamiento de noviembre en Polonia. Estuvo al mando de un regimiento de caballería en Kiev. También se distinguió en el control de otro levantamiento en la misma Polonia entre 1863-1864.
Después del intento de asesinato del zar Alejandro II en 1866, fue nombrado jefe de la policía de San Petersburgo. Consiguió instaurar el orden en la ciudad y mejorar el funcionamiento del cuerpo de policía. En 1867 fue promovido al rango de general adjunto. Entre 1873 y 1878 ejercería de Gobernador de la ciudad.
En 1878, sufrió un intento de asesinato por Vera Zasúlich, debido a las torturas realizadas a presos políticos. Sobrevivió al publicitado magnicidio y al poco se retiró con el rango de General de caballería.